# Anarta fasciata
Anarta fasciata là một loài bướm đêm trong họ Noctuidae.